# Чили (Висконсин)
Чили (енгл. Chili) насељено је место без административног статуса у америчкој савезној држави Висконсин.

## Демографија
По попису из 2010. године број становника је 226.
| Група             | 2000.    | 2010.       |
| Белци             | 0 (0,0%) | 211 (93,4%) |
| Афроамериканци    | 0 (0,0%) | 1 (0,4%)    |
| Азијати           | 0 (0,0%) | 1 (0,4%)    |
| Хиспаноамериканци | 0 (0,0%) | 14 (6,2%)   |
| Укупно            | 0        | 226         |